# 小口鮈
小口鮈（學名：Opsopoeodus emiliae），為輻鰭魚綱鯉形目雅羅魚科的其中一種，有兩個公認的亞種(Opsopoeodus emiliae emiliae ，O. P. Hay, 1881、Opsopoeodus emiliae peninsularis ，C. R. Gilbert & R. M. Bailey, 1972)，其中來自佛羅里達州的亞種被認為是半島種族。分布於北美洲美國南卡羅萊納州的埃迪斯托河流域至佛羅里達州南部；密西西比河北部和五大湖至堪薩斯州東南部、明尼蘇達州東南部和加拿大安大略省南部淡水流域，本魚體呈紡錘形且側扁，吻部圓鈍，尾鰭叉形，胸鰭短，尾鰭基部有一個黑點，當雄性準備交配時，該黑點會變得明顯，體長可達6.6公分，棲息於清澈至混濁、長滿植物的湖泊、沼澤、牛軛湖及各種大小的緩動性溪流底層水域，屬雜食性，以絲狀藻、昆蟲幼蟲為食，繁殖期在春末夏初，雄魚會清理岩石下的區域，雄魚用背鰭反覆輕推雌魚以刺激產卵卵會黏在岩石的底部，雄魚和雌魚將在接下來的6至7天內重複此過程，雄魚會守護卵直至孵化。